# Родни идентитет
Родни идентитет је начин на који се појединац идентификује са родним категоријама, нпр. као жена или мушкарац, или у неким случајевима ниједно од тога. Поједини сматрају да се основни родни идентитет обично формира до треће године старости и да га је изузетно тешко променити након тога, иако постоји могућност утицаја на човекове изборе кроз медије и друге начине и након тога, што поједини неуропсихијатри истичу као пресудно у таквим изборима. У већини друштава постоји основна подела на мушки и женски род, која се темељи на биолошком полу појединца, али не идентификују се сви појединци са родом који произилази из њиховог биолошког пола. Нека друштва имају категорију такозваног „трећег рода“ која се може користити као основ за родни идентитет лица која не осећају да припадају роду који произилази из њиховог биолошког пола. Друге културе дозвољавају третмане хируршке и хормонске промене пола да би се биолошке карактеристике особа довеле у склад са њиховим родним идентитетом. Отворено је питање зашто су родни идентитети неких особа у нескладу са већинским моделом. Ово је спорно питање за друштвене и биолошке науке, које покушавају одредити у којој мери генетички а у којој друштвени фактори играју улогу у формирању родних идентитета појединаца.
Термин „родни идентитет“ се први пут појавио као медицински термин који се користио да би се објасниле операције промене пола широј јавности, али се такође среће и у психологији, често као „срж родног идентитета“. Иако формирање родног идентитета није у потпуности схваћено, претпоставља се да многи фактори утичу на његов развој. Биолошки фактори који могу утицати на родни идентитет су пренатални и постнатални ниво хормона и регулација гена. Друштвени фактори који могу да утичу на родни идентитет су родне поруке које појединцу преноси породица, масовни медији, као и друге институције. По теорији друштвеног учења, деца развијају свој родни идентитет кроз посматрање и имитацију родно повезаних понашања, а затим због таквог понашања бивају награђена или кажњена. У неким случајевима, родни идентитет особе може бити у нескладу са њеним биолошким полним карактеристикама, што доводи до тога да се појединци облаче и/или понашају на начин који други сматрају као нешто што је изван културних родних норми, оваква родна изражавања могу бити описана као родне варијације или трансродност.
Родни идентитет означава индивидуални конструкт властитог идентитета који потврђује, негира и/или надилази друштвено задате полне и родне улоге. Такође би могао да се означи и као стални субјективни доживљај припадности или неприпадности једном од родова. Очигледно је да одредница род није нужно заснована на биолошком полу, нити на сексуалној оријентацији.
Родни варијетеи са којима се једна особа може поистовети су многобројни, али се генерално могу се класификовати у пет категорија:
- мушкарац;
- жена;
- оба;
- негде између;
- ниједно.